# Främlingsstipendiet
Främlingsstipendiet, ett stipendium instiftat av Carola Häggkvist i syfte att uppmärksamma genuint artisteri på randen till genombrott.
- Jag vill genom Främlingstipendiet premiera en artist som har hög integritet, genuin kärlek till hantverket och som är en fantastisk livesångare. Dessa tre grundstenar är mer och mer sällsynta i Sverige idag och därför något jag vill uppmärksamma, säger Carola Häggkvist.
Genom sin mångåriga karriär ser hon nu en möjlighet att ge tillbaka. Främlingstipendiet är ett årligt återkommande evenemang som delas ut i samarbete med Redigo PR & Event.
Tanken är att stipendiet, som består av en statyett och 50 000 kr, ska delas ut den 26 februari i Palladium i Malmö, där allt började för Carola.

## Stipendiater
- 2008 - Christoffer Hiding
- 2009 - Viola Grafström